# Lawrence Dennis
Lawrence Dennis (1893-1977) fue un escritor, publicista y teórico político estadounidense, de pensamiento aislacionista y crítico con el liberalismo y el capitalismo. Abogó por el fascismo en Estados Unidos después de la Gran Depresión, argumentando que el capitalismo estaba condenado.

## Biografía
Nacido en 1893 en la ciudad de Atlanta, Georgia, colaboró en publicaciones de diverso signo político, como The Nation, The New Republic, The Awakener, The American Mercury, Social Frontier o  The Annals of the American Academy of Political Science. Fue autor de obras como Is Capitalism Doomed? (1932); The Coming American Fascism (1936), The Dynamics of War and Revolution (1940) o A Trial on Trial: The Great Sedition Trial of 1944 (1946), entre otras.
Admirador de la figura de Adolf Hitler —aunque con el avance de la Segunda Guerra Mundial y los fracasos militares alemanes en el frente oriental comenzaría a criticarle—, planteó un fracaso del liberalismo y el capitalismo, que habría desembocado en la Gran Depresión, abogando por la implantación de un sistema con componentes fascistas en los Estados Unidos, con una estructura corporativa y una élite dirigente. En 1944 fue sometido a un proceso judicial por delito de conspiración, aunque el caso terminó en un juicio nulo después de que el juez muriera de un ataque al corazón. . Se mostró crítico con la política estadounidense durante la Guerra Fría, desde su pensamiento aislacionista. Falleció en agosto de 1977. Sobre su vida se publicó The Color of Fascism: Lawrence Dennis, Racial Passing, and the Rise of Right-Wing Extremism in the United States (New York UP, 2006), de Gerald Horne.

#### Partidario del fascismo
En 1941, la revista Life llamó a Dennis "el fascista intelectual número 1 de Estados Unidos". Sus dos libros posteriores detallaban su percepción del sistema que estaba surgiendo para sustituirlo, que él creía que era el fascismo. The Coming American Fascism, en 1936, detallaba la subestructura del sistema, y The Dynamics of War and Revolution, en 1940, trataba de la superestructura.
Dennis fue editor de The Awakener durante algún tiempo. Más tarde, fundó su propia publicación, la Weekly Foreign Letter, y escribió también para Today's Challenge, publicada por el Foro de la Fraternidad Americana pro-alemana de George Sylvester Viereck y Friedrich Ernst Ferdinand Auhagen (nacido en 1899). Intentó alistarse en el ejército estadounidense durante la Segunda Guerra Mundial, pero el ejército lo rechazó después de que los medios de comunicación publicaran artículos sobre él.